# Mongólia az 1976. évi nyári olimpiai játékokon
Mongólia a kanadai Montréalban megrendezett 1976. évi nyári olimpiai játékok egyik részt vevő nemzete volt. Az országot az olimpián 5 sportágban 32 sportoló képviselte, akik összesen 1 érmet szereztek.

## Érmesek
| Érem  | Versenyző   | Sportág  | Versenyszám        |
| ----- | ----------- | -------- | ------------------ |
| Ezüst | Zeveg Ojdov | Birkózás | Szabadfogás, 62 kg |

## Birkózás
Kötöttfogású
| Versenyző                | Versenyszám | 1. forduló                                | 2. forduló                           | 3. forduló        | 4. forduló        | 5. forduló        | Döntő             | Helyezés    |
| Versenyző                | Versenyszám | Ellenfél Eredmény                         | Ellenfél Eredmény                    | Ellenfél Eredmény | Ellenfél Eredmény | Ellenfél Eredmény | Ellenfél Eredmény | Helyezés    |
| ------------------------ | ----------- | ----------------------------------------- | ------------------------------------ | ----------------- | ----------------- | ----------------- | ----------------- | ----------- |
| Byambajavyn Javkhlantögs | 48 kg       | Mitchell Kawasaki (CAN) · 1-17            | Alekszej Sumakov (URS) · kizárták    | kiesett           | kiesett           | kiesett           | kiesett           | helyezetlen |
| Jamsrangiin Mönkh–Ochir  | 52 kg       | Czesław Stanjek (POL) · kizárták          | Julien Mewis (BEL) · 12-16           | kiesett           | kiesett           | kiesett           | kiesett           | helyezetlen |
| Nyamyn Jargalsaikhan     | 57 kg       | Kraszimir Sztefanov (BUL) · kizárták      | Joseph Sade (USA) · 11-22            | kiesett           | kiesett           | kiesett           | kiesett           | helyezetlen |
| Jamszjing Davaazsan      | 74 kg       | Nagatomo Jaszuo (JPN) · feladta (sérülés) | Brahim Toughza (MAR) · visszalépetek | kiesett           | kiesett           | kiesett           | kiesett           | helyezetlen |

Szabadfogású
| Versenyző                 | Versenyszám | 1. forduló                              | 2. forduló                        | 3. forduló                               | 4. forduló                      | 5. forduló                        | 6. forduló                        | Döntő                                                                                                | Helyezés    |
| Versenyző                 | Versenyszám | Ellenfél Eredmény                       | Ellenfél Eredmény                 | Ellenfél Eredmény                        | Ellenfél Eredmény               | Ellenfél Eredmény                 | Ellenfél Eredmény                 | Ellenfél Eredmény                                                                                    | Helyezés    |
| ------------------------- | ----------- | --------------------------------------- | --------------------------------- | ---------------------------------------- | ------------------------------- | --------------------------------- | --------------------------------- | --- | ----------- |
| Gombyn Khishigbaatar      | 48 kg       | John de Jesús (PUR) · kétvállas         | William Rosado (USA) · 13-11      | Willi Heckmann (FRG) · kétvállas         | Kuddusi Özdemir (TUR) · 11-11   | Roman Dmitrijev (URS) · kétvállas |                                   | kiesett                                                                                              | 4.          |
| Jamsrangiin Mönkh–Ochir   | 52 kg       | Władysław Stecyk (POL) · kizárták       | visszalépett                      | kiesett                                  | kiesett                         | kiesett                           |                                   | kiesett                                                                                              | helyezetlen |
| Megdiin Khoilogdorj       | 57 kg       | Hans-Dieter Brüchert (GDR) · 7-38       | Vlagyimir Jumin (URS) · kétvállas | Klinga László (HUN) · kétvállas          | Jorge Ramos (CUB) · kétvállas   | erőnyerő                          | Arai Maszao (JPN) · 3-22          | kiesett                                                                                              | 6.          |
| Zeveg Ojdov               | 62 kg       | Gene Davis (USA) · 8-15                 | Fodor Mihály (HUN) · kizárták     | Théodule Toulotte (FRA) · kétvállas      | Helmut Strumpf (GDR) · kizárták | Ivan Jankov (BUL) · kétvállas     | Mohsen Farahvash (IRI) · kizárták | 1. mérkőzés · Jang Dzsongmo (Yang Jeong-Mo) (KOR) · 10-8 · Hozott eredmény · Gene Davis (USA) · 8-15 |             |
| Tsedendambyn Natsagdorj   | 68 kg       | Zsigmond Kelevitz (AUS) · 21-6          | Segundo Olmedo (PAN) · 19-4       | Ko Dzsinvon (Go Jin-Won) (KOR) · 9-6     | Pavel Pinyigin (URS) · 3-4      | Doncso Zsekov (BUL) · 7-7         | kiesett                           | kiesett                                                                                              | 6.          |
| Zevegiin Düvchin          | 74 kg       | Stanley Dziedzic (USA) · kizárták       | Date Dzsiicsiró (JPN) · kétvállas | kiesett                                  | kiesett                         | kiesett                           |                                   | kiesett                                                                                              | helyezetlen |
| Chimidiin Gochoosüren     | 82 kg       | David Aspin (NZL) · kétvállas           | Iszmail Abilov (BUL) · kétvállas  | Motegi Maszaru (JPN) · kizárták          | kiesett                         | kiesett                           | kiesett                           | kiesett                                                                                              | helyezetlen |
| Dashdorjiin Tserentogtokh | 90 kg       | Muhammad Salah-ud-din (PAK) · kétvállas | Keijo Manni (FIN) · kétvállas     | kiesett                                  | kiesett                         | kiesett                           | kiesett                           | kiesett                                                                                              | helyezetlen |
| Khorloogiin Bayanmönkh    | 100 kg      | Enache Panait (ROU) · 5-3               | Harald Büttner (GDR) · 9-5        | Steve Daniar (CAN) · kétvállas           | Russell Hellickson (USA) · 5-14 | kiesett                           |                                   | kiesett                                                                                              | 5.          |
| Doljingiin Adyaatömör     | +100 kg     | Ladislau Şimon (ROU) · kétvállas        | erőnyerő                          | Moslem Eskandar-Filabi (IRI) · kétvállas | kiesett                         | kiesett                           | kiesett                           | kiesett                                                                                              | helyezetlen |

## Cselgáncs
| Versenyző               | Versenyszám  | Csoport | Selejtező         | 32-es főtábla                                  | Nyolcaddöntő                         | Negyeddöntő                  | Elődöntő          | Vigaszág negyeddöntő | Vigaszág elődöntő         | Bronz- mérkőzés       | Döntő             | Helyezés    |
| Versenyző               | Versenyszám  | Csoport | Ellenfél Eredmény | Ellenfél Eredmény                              | Ellenfél Eredmény                    | Ellenfél Eredmény            | Ellenfél Eredmény | Ellenfél Eredmény    | Ellenfél Eredmény         | Ellenfél Eredmény     | Ellenfél Eredmény | Helyezés    |
| ----------------------- | ------------ | ------- | ----------------- | ---------------------------------------------- | ------------------------------------ | ---------------------------- | ----------------- | -------------------- | ------------------------- | --------------------- | ----------------- | ----------- |
| Bakhvain Buyadaa        | Könnyűsúly   | B       |                   | Alexander Leibkind (FRG) · GY                  | Parvan Parvanov (BUL) · GY           | Tuncsik József (HUN) · V     | kiesett           |                      |                           |                       |                   | 10.         |
| Shagdaryn Chanrav       | Váltósúly    | A       |                   | Csha Dujong (Cha Du-yong) (PRK) · visszalépett | Dietmar Hötger (GDR) · V             | kiesett                      | kiesett           |                      |                           |                       |                   | 13.         |
| Gandolgoryn Batsükh     | Középsúly    | B       |                   | Fred Marhenke (FRG) · V                        | kiesett                              | kiesett                      | kiesett           |                      |                           |                       |                   | 19.         |
| Dambajavyn Tsend–Ayuush | Félnehézsúly | A       | erőnyerő          | Jorge Portelli (ARG) · V                       | kiesett                              | kiesett                      | kiesett           |                      |                           |                       |                   | 18.         |
| Güsemiin Jalaa          | Nehézsúly    | B       |                   | erőnyerő                                       | Mario Daminelli (ITA) · visszalépett | Günther Neureuther (FRG) · V |                   |                      | Abdoulaye Kote (SEN) · GY | Allen Coage (USA) · V |                   | 5.          |
| Choidog Gal             | Nyílt        | A       |                   | Geoffrey Sankies (GUY) · visszalépetek         | kiesett                              | kiesett                      | kiesett           |                      |                           |                       |                   | helyezetlen |

## Íjászat
| Versenyző                  | Versenyszám  | 1. forduló | 1. forduló | 2. forduló | 2. forduló | Összesítés | Összesítés |
| Versenyző                  | Versenyszám  | Pont       | Hely.      | Pont       | Hely.      | Pont       | Helyezés   |
| -------------------------- | ------------ | ---------- | ---------- | ---------- | ---------- | ---------- | ---------- |
| Nyamtserengiin Byambasüren | Férfi egyéni | 1111       | 30.        | 1145       | 29.        | 2256       | 28.        |
| Tserendorjiin Dagvadorj    | Férfi egyéni | 1081       | 33.        | 1098       | 32.        | 2179       | 32.        |
| Natjavyn Dariimaa          | Női egyéni   | 1105       | 22.        | 1104       | 22.        | 2209       | 22.        |
| Gombosürengiin Enkhtaivan  | Női egyéni   | 1062       | 25.        | 1094       | 24.        | 2156       | 24.        |

## Ökölvívás
| Versenyző             | Versenyszám   | Selejtező         | 32-es főtábla                         | Nyolcaddöntő                   | Negyeddöntő       | Elődöntő          | Döntő             | Helyezés |
| Versenyző             | Versenyszám   | Ellenfél Eredmény | Ellenfél Eredmény                     | Ellenfél Eredmény              | Ellenfél Eredmény | Ellenfél Eredmény | Ellenfél Eredmény | Helyezés |
| --------------------- | ------------- | ----------------- | ------------------------------------- | ------------------------------ | ----------------- | ----------------- | ----------------- | -------- |
| Serdambyn Batsükh     | Papírsúly     |                   | Enrique Rodríguez (ESP) · RSC         | Gedó György (HUN) · 0-5        | kiesett           | kiesett           | kiesett           | 9.       |
| Ravsalyn Otgonbayar   | Pehelysúly    | erőnyerő          | Odagiri Jukio (JPN) · KO              | kiesett                        | kiesett           | kiesett           | kiesett           | 17.      |
| Khaidavyn Altankhuyag | Könnyűsúly    | erőnyerő          | Cvetan Cvetkov (BUL) · 0-5            | kiesett                        | kiesett           | kiesett           | kiesett           | 15.      |
| Sodnomyn Gombo        | Kisváltósúly  | erőnyerő          | Messan Langhan (TOG) · nem vett részt | Kazimierz Szczerba (POL) · 2-3 | kiesett           | kiesett           | kiesett           | 9.       |
| Damdinjavyn Bandi     | Váltósúly     | erőnyerő          | Michael McCallum (JAM) · 0-5          | kiesett                        | kiesett           | kiesett           | kiesett           | 17.      |
| Dashnyamyn Olzvoi     | Nagyváltósúly |                   | Rolando Garbey (CUB) · KO             | kiesett                        | kiesett           | kiesett           | kiesett           | 17.      |

## Sportlövészet
Nyílt
| Versenyző                  | Versenyszám       | Pont | Helyezés |
| -------------------------- | ----------------- | ---- | -------- |
| Tüdeviin Myagmarjav        | Szabadpisztoly    | 546  | 26.      |
| Tserenjavyn Ölziibayar     | Szabadpisztoly    | 536  | 36.      |
| Sangidorjiin Adilbish      | Sportpuska, fekvő | 584  | 51.      |
| Mendbayaryn Jantsankhorloo | Sportpuska, fekvő | 592  | 11.      |